# Hymedesmia aequata
Hymedesmia aequata är en svampdjursart som beskrevs av William Lundbeck 1910. Hymedesmia aequata ingår i släktet Hymedesmia och familjen Hymedesmiidae.
Artens utbredningsområde är Island. Inga underarter finns listade i Catalogue of Life.